# Onitis aygulus
Onitis aygulus là một loài bọ cánh cứng trong họ Bọ hung (Scarabaeidae).